# Nowy Błędów
Nowy Błędów – wieś sołecka w Polsce położona w województwie mazowieckim, w powiecie grójeckim, w gminie Błędów.
Nazwę wsi Nowy Błędów ustalono urzędowo 1 stycznia 2012.